# Leopardus braccatus
Il gatto del Pantanal (Leopardus braccatus (Cope, 1889)) è un piccolo felino diffuso nelle savane e in altri ambienti aperti della regione centrale del Sudamerica. Il suo areale si estende dalla parte sud-occidentale dello stato brasiliano del Piauí, attraverso il Cerrado, fino al Pantanal, comprendendo anche le zone del Paraguay a est del Río Paraguay, le pianure del dipartimento boliviano di Beni e la provincia di Formosa nel nord dell'Argentina.

## Descrizione
Il gatto del Pantanal è un felino di medie dimensioni, con una lunghezza testa-corpo di 52–56 cm e una coda di 23–33 cm. È pertanto più piccolo del gatto delle pampas (Leopardus pajeros), suo parente stretto.
Ha una colorazione di base marrone chiaro, con i fianchi contrassegnati da linee oblique indistinte di un marrone leggermente più scuro. Queste linee sono più evidenti nei giovani e svaniscono negli adulti. Lungo il dorso corre una linea di un colore che va dal marrone scuro al nero. La mandibola e l'area sotto il naso sono bianche o marrone chiaro. I piedi sono nerastri; la coda è uniformemente brunastra e priva di anelli, con la punta nera. Esistono anche esemplari melanici, completamente neri.

## Biologia
Abbiamo a disposizione poche informazioni sulle sue abitudini. Abita in ambienti aperti e, come altre specie di piccoli felini, si nutre principalmente di roditori, integrando la dieta con piccole lucertole e uccelli.

## Tassonomia
La specie venne descritta scientificamente per la prima volta dallo scienziato americano Edward Drinker Cope, poco prima della sua morte, con il nome di Felis braccata. Per molto tempo è stato considerato una sottospecie del gatto delle pampas. La zoologa spagnola Rosa García-Perea, nel 1994, suddivise il gatto delle pampas in tre specie (Lynchailurus braccatus, L. colocolo e L. pajeros) assegnate al genere Lynchailurus, che era stato introdotto dal naturalista russo Nikolai Severtzov. Nel 1999, effettuando uno studio di biologia molecolare sui piccoli felini del Sudamerica, Johnson e i suoi colleghi non riuscirono a trovare una motivazione valida per la ripartizione in tre specie: riscontrarono l'esistenza di gruppi all'interno degli stessi campioni esaminati dalla García-Perea che mostravano l'esistenza di relazioni più strette tra i felini in stretta vicinanza l'uno con l'altro, ma questi non coincidevano con le tre specie descritte. Tale classificazione venne adottata anche dal celebre Mammal Species of the World, un importante testo di riferimento della teriologia pubblicato nel 2005, ma le tre specie venivano collocate nel genere Leopardus. Qui, oltre alla forma nominale, veniva indicata anche la sottospecie Leopardus braccata munoai dell'Uruguay e del Brasile meridionale, attualmente considerata una specie indipendente. Su Handbook of the Mammals of the World, un'altra opera standard per gli specialisti del settore, il cui volume sull'ordine Carnivora venne pubblicato nel 2009, Leopardus braccatus venne nuovamente classificato come una sottospecie del gatto delle pampas; anche il team di studiosi del Cat Specialist Group della IUCN considera L. c. braccatus una sottospecie del gatto delle pampas, sebbene in una revisione della tassonomia dei felini pubblicata dallo stesso nel 2017 sia stato sottolineato che alcune sottospecie del gatto delle pampas potrebbero ricevere lo status di specie a sé a seguito di indagini future. In una revisione del gruppo dei gatti delle pampas pubblicata nel giugno 2020, lo stato di specie a sé è stato finalmente confermato dopo la scoperta di cinque cladi distinti che differiscono tra loro per morfologia del cranio, colore del mantello e genoma, nonché per la distribuzione geografica. Nel Brasile centrale il gatto del Pantanal e il gatto tigre settentrionale (Leopardus tigrinus) possono incrociarsi, dando vita a ibridi